# Nico Hülkenberg
Nico Hülkenberg (19 d'agost de 1987, Emmerich am Rhein, Alemanya) és un pilot de curses automobilístiques alemany. En 2023, competí a la Fórmula 1 per l'escuderia americana Haas.

## Trajectòria
L'any 2009 va guanyar la GP2.
Nico Hülkenberg va debutar a la primera cursa de la temporada 2010 (la 61a temporada de la història) del campionat del món de la Fórmula 1 amb l'escuderia Williams F1, disputant el 14 de març del 2010 el G.P. de Bahrain al circuit de Bahrain.
A la temporada 2012 va participar en el mundial amb l'escuderia Force India i a la temporada 2013 ho fa amb l'escuderia Sauber.
Al 2015 guanya les 24 hores de Le Mans amb Porsche (categoria LMP1), sent el primer pilot F1 en guanyar aquesta prova en dècades.
Fitxa pel nou projecte de Renault fent molt bonts resultats i tot i així no aconsegueix puja al podi. 2019: gairebé puja al podi a Alemanya, però fa una sortida de pista sota pluja.
Torna a la graella al 2023 amb Haas, substituint Mick Schumacher.
Al 2025 fitxa per Kick Sauber / futur Audi tenint de company a Gabriel Bortoleto. Aconsegueix puntuar a Australia. Després d'aquell resultat va estar sense puntuar, fins que arriba a Barcelona, quedan 5é per debant de Lewis Hamilton. Les dos següents carreres continua puntuant, no es fins que arriba a Silverstone que dona el cop a la taula i fa el seu primer podi de Fórmula 1 després de 15 anys i 239 carreres fa el seu primer podi